# 254 (nombre)
Cet article concerne le nombre 254. Pour l'année, voir 254.
254 (deux cent cinquante-quatre) est l'entier naturel qui suit 253 et qui précède 255.

## En mathématiques
deux cent cinquante-quatre est :
- la fonction de Mertens retourne 0 pour ce nombre,
- un nombre nontotient.

## Dans d'autres domaines
deux cent cinquante-quatre est aussi :
- Années historiques : -254, 254